# Lorenzo Ferrer Maldonado

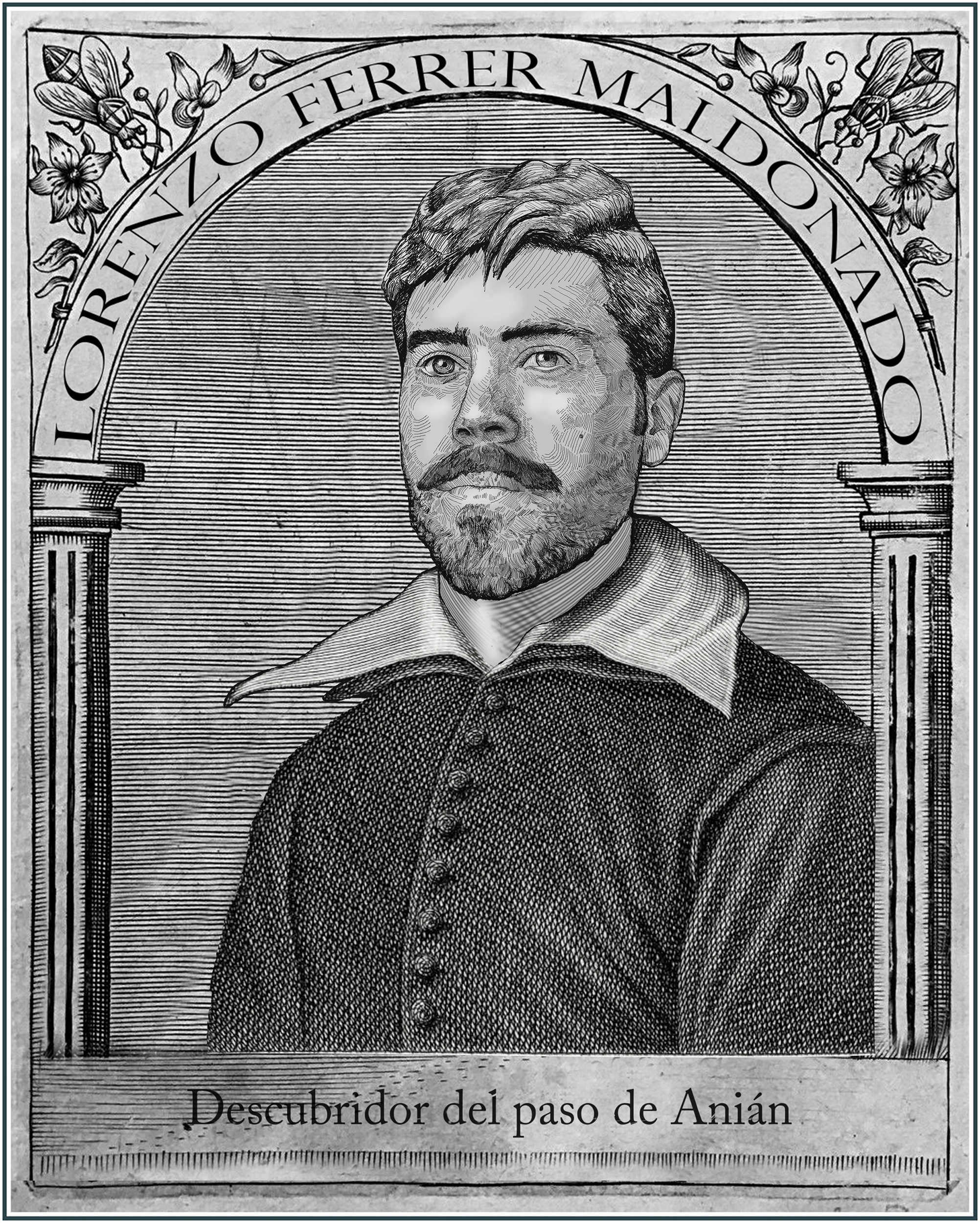
Ilustración de Lorenzo Ferrer Maldonado realizada por Miguel Zorita (autorretrato).

Lorenzo Ferrer Maldonado (Berja, 1557-Madrid, 1625) fue un navegante español, personaje controvertido en la historia de la navegación y de los descubrimientos marítimos durante los reinados de Felipe II y Felipe III. En su informe Relación del descubrimiento del estrecho de Anián que hice yo el capitán Lorenzo Ferrer Maldonado el año 1588 describe cómo llegó al actual estrecho de Bering a través del paso del Noroeste. Este relato, considerado hasta ahora como apócrifo, ha adquirido una revolucionaria interpretación a la luz de recientes investigaciones históricas.

## Biografía

### Orígenes
Nació en Berja en 1557, y no en Guadix como se asociaba hasta hace poco por la historiografía. Era hijo de doña Inés de Maldonado y del comerciante genovés Juan Ferrer, que negociaba con diferentes productos en la comarca de la Alpujarra a través del puerto de Adra. Entre los cristianos viejos de la época, encontramos al matrimonio Ferrer Maldonado, que era una de las familias acaudaladas de la sociedad virgitana con varias propiedades, entre ellas un molino, fincas e incluso una capilla propia en la Iglesia.

### Entre Berja, Guadix y Granada
El padre de Lorenzo Ferrer fue hecho prisionero durante la rebelión morisca de 1568, siendo ejecutado el 5 de enero de 1569. La destrucción causada por el conflicto obligó a toda la familia Ferrer Maldonado a desplazarse a Guadix, donde empeoró su situación económica. Para mejorar su nivel de vida, Lorenzo Ferrer se inscribió para poder marchar a las Indias. 
Al volver a la Alpujarra los oficiales reales no reconocieron los censos moriscos. Por ello, Ferrer Maldonado pudo preferir mantener la incógnita de su nacimiento. En 1584 su madre recibe un favor del rey, lo que les convierte en la cúspide de la élite repobladora. Tanto Lorenzo como sus hermanas, consideraban a su madre causante de la zozobra de sus bienes. En 1587, Lorenzo se casa en Granada con Beatriz de Montiel y desaparece de Guadix, momento en el que realizó su viaje a las Indias. 
Vuelve a Granada en 1589 lleno de riquezas, por lo que puede permitirse adquirir nuevos bienes. Sin embargo en 1590 su suerte cambió debido a la escasez económica, llegando a obligar a vender su capilla.

### Implicado en un caso de falsificación documental
Debido al parón de las exploraciones, Ferrer se dedicó a las pinturas y a la caligrafía y se vio implicado por su primo hermano y también cuñado, Pedro Maldonado Torres, en un caso de falsificación documental. El proceso judicial, iniciado en Granada, terminó finalmente sin problemas para ambos.

## Un experto navegante especialista en ciencias prácticas y ocultas

### Conocimientos de alquimia y de criptografía
A principios del siglo XVII y a través de Don Rodrigo Calderón de Aranda, Ferrer accedió a la Corte, donde comenzó su fama de alquimista y de especialista en ciencias ocultas. Estos trabajos de magia culta eran habituales en las cortes europeas de la época y se contrapone a otras prácticas consideradas de magia vulgar, siendo estas últimas perseguidas por la Inquisición.

### Integrante de la comisión científica del estudio de la aguja fija
En 1608 trabajó para la comisión científica del Consejo de Indias, encargada del estudio de la aguja fija en la navegación. Dentro de los miembros de esta comisión, dirigida por el cartógrafo, matemático y cosmógrafo Mayor de Portugal, Joao Baptista Lavanha, había expertos navegantes como Juan Gómez da Silva, Joao Furtado de Mendoça, Hernando de los Ríos Coronel y el capitán Pedro Fernández de Quirós, además del propio Ferrer Maldonado.

### Experimentando con la aguja de marear
En 1615, la Corona aceptó su propuesta para el estudio de la aguja náutica, también denominada aguja fija o de marear, y marchó con la Flota de Tierra Firme para demostrar su validez. De ser así, Ferrer obtendría importantes beneficios económicos. El proyecto del navegante alpujarreño fue precedido por otros, que también resultaron fallidos, como el del inventor Luis de Fonseca Coutinho (1611) y el de ilustre Galileo, que visitó España en 1612 con este propósito.

## Descubrimiento del estrecho de Anián y su polémica
La corona española era consciente del interés por proteger el Pacífico y asegurar el comercio con Asia, resultando el Paso del Noroeste una vía para acortar el tiempo de viaje. Esta ruta de navegación, a su vez, también era zona de exploración de otros navegantes como John Davis.  
Ferrer informó de su viaje al rey en 1609 y afirmó haber hecho el descubrimiento del Estrecho de Anián en 1588. El informe, que lleva por título completo “Relación del descubrimiento del estrecho de Anian, que hice yo el capitan Lorenzo Ferrer Maldonado el año 1588, en el cual está la orden de la Navegación y la dispusicion del sitio y el modo de fortalecerlo y asimismo las utilidades desta navegación y los daños, de no hacerla, se siguen" se perdió en un principio en los despachos aunque fue publicado posteriormente en 1866. En él relata su expedición boreal, utilizando dos barcos (La Esperanza y Santa Ana) y siendo acompañado por Miguel Alvear, Bartolomé de Velasco y su piloto, Juan Martínez. El Marqués de Velada, don Gómez Dávila y Toledo, mayordomo mayor del rey consejero de Estado, rechazó este descubrimiento, influenciado por las opiniones negativas que sobre Ferrer tenía García de Silva y Figueroa, quizás por defender líneas políticas y geoestratégicas distintas. A partir de ahí, el manuscrito del marino español quedó como secreto de Estado.

Reconstrucción de la derrota seguida por Lorenzo Ferrer Maldonado hasta el descubrimiento del Estrecho de Anián, 1588.

Durante otras exploraciones posteriores, el capitán Juan de Fuca afirmó haber encontrado en 1592 el estrecho pero sus informes también se perdieron. En 1602 Sebastián Vizcaíno y Martín de Aguilar estuvieron muy cerca de llegar al estrecho, cartografiaron la zona pero tuvieron que abandonar la ruta. Ferrer debió haber tenido esta información, ya que alude tanto al cabo Mendocino, como a Quivira, a la migración de ballenas y a las gentes que vivían en aquellas tierras. 
Finalmente, en 1728, el danés Vitus Bering corroboró definitivamente la separación entre América y Asia y, desde entonces, con su apellido se conoce este estrecho geográfico. En 1790, en la Academia de Ciencias de París el cosmógrafo Philippe Buache, dándole credibilidad al relato del navegante español, propuso que quizá el estrecho debería denominarse "de Ferrer". Ante esta situación, el gobierno español hizo cambiar los planes inmediatos de Alejandro Malaspina, quien navegó en verano de 1791 por las costas pacíficas de Norteamérica hasta la latitud de 60 grados norte para verificar el viaje de Ferrer. Esta expedición llegó hasta el Puerto del Desengaño (Disenchantment Bay en inglés, actual Yakutat Bay), denominada así por los marinos españoles ante el evidente poco éxito de su misión. Este hecho acrecentó la fama del viaje de Ferrer Maldonado como imaginario y falso.
No obstante, y tras investigaciones recientes que analizan el relato de Ferrer bajo el prisma del conocimiento actual, se observan multitud de coincidencias sorprendentes entre la geografía, vegetación y fauna que se describe en su Relación y la realidad física del estrecho de Bering, que apuntan a que el marino español efectivamente estuvo presente en aquella zona.

## Imagen del mundo sobre la esfera, su obra póstuma
En 1626, un año después de su muerte, se publica su obra Imagen del mundo sobre la esfera, cosmografia, y geografia, teorica de planetas, y arte de nauegar, publicación póstuma en la que Ferrer Maldonado desarrolla sus saberes sobre astronomía, geografía y matemáticas para la navegación y la exploración. Esta obra puede considerarse de similar categoría a otras publicaciones de alto nivel que recogían el conocimiento científico de la época.